# Ciumești, Satu Mare
Ciumești, mai demult Ciomocoz, (în germană Schamagosch, în maghiară Csomaköz) este satul de reședință al comunei cu același nume din județul Satu Mare, Transilvania, România.

## Lăcașuri de cult
- Biserica Reformată-Calvină (inițial romano-catolică) din secolul al XV-lea, cu caracter gotic netransformat. Plan dreptunghiular, cor decroșat cu absidă

## Vestigii arheologice
- Coiful de la Ciumești (sec. al IV-lea î.e.n.), coif ceremonial celtic din epoca fierului (în prezent la Muzeul Național de Istorie din București)